# Edita Pučinskaitė
Edita Pučinskaitė (Naujoji Akmenė, 27 novembre 1975) è un'ex ciclista su strada lituana, attiva tra le Elite dal 1993 al 2010, campionessa del mondo in linea nel 1999 a Verona.

## Carriera
Attiva tra le Elite dal 1993, è l'unica donna a poter vantare nel proprio palmarès i successi a Giro d'Italia (vinto nel 2006 e nel 2007), Tour de France (1998) e Campionato del mondo in linea (1999). Nel 1998 al Tour de France, vinto superando la campionessa in carica Fabiana Luperini, indossò la maglia gialla di leader del Tour de France dalla prima all'ultima tappa, prima e unica di sempre a riuscirvi.
In carriera, oltre a un totale di tre podi finali al Tour de France e sei al Giro d'Italia, si è aggiudicata anche altre corse di rilievo del calendario mondiale, tra cui il Thüringen Rundfahrt (1998), il Giro della Toscana (1999), l'Emakumeen Bira (2002), il Grand Prix de Plouay (2004) e il Berner Rundfahrt (2005 e 2007). Ai campionati del mondo ha vinto, oltre all'oro in linea del 1999, altre tre medaglie, il bronzo nel 1995 e l'argento nel 2001 in linea, e il bronzo nel 1999 a cronometro; ha infine partecipato a tre edizioni dei Giochi olimpici, nel 2000, 2004 e 2008, senza però cogliere medaglie.
Al termine della stagione 2010 ha annunciato il ritiro dall'attività, dopo 18 stagioni e 98 vittorie complessive in carriera.
Dopo il ritiro si è iscritta all'albo dei giornalisti, collaborando con alcune testate italiane di ciclismo. È rimasta inoltre attiva nelle promozione di attività benefiche legate al ciclismo. A lei è intitolata la GF Edita Pučinskaitė, granfondo organizzata dal 2010 dall'Avis Bike ASD di Pistoia, società di cui è Presidente onorario.

## Palmarès
- 1994

1ª tappa Étoile Vosgienne
Classifica generale Étoile Vosgienne
- 1995

2ª tappa International Women's Challenge
5ª tappa Grosser Preis des Kanton Zürich
- 1996

2ª tappa Grand Prix Prešov
Classifica generale Grand Prix Prešov
- 1997

Giro del Friuli
Liberty Classic
- 1998

4ª tappa Thüringen Rundfahrt (Greiz > Saalfeld)
Classifica generale Thüringen Rundfahrt
1ª tappa Tour Cycliste (Montluçon > Super Besse)
3ª tappa, 2ª semitappa Tour Cycliste (Campan > Arrens-Marsous)
4ª tappa Tour Cycliste (Pont-de-Salars > Salles-Curan, cronometro)
Classifica generale Tour Cycliste
Campionati lituani, prova a cronometro
Trofeo Città di Schio
- 1999

Giro del Valdarno
Campionati lituani, prova a cronometro
Prologo Giro della Toscana-Memorial Fanini (cronometro)
2ª tappa Giro della Toscana-Memorial Fanini
3ª tappa Giro della Toscana-Memorial Fanini
Classifica generale Giro della Toscana-Memorial Fanini
Gran Premio di Cento-Carnevale d'Europa
Campionati del mondo, prova in linea
- 2000

Trophée des Grimpeurs
9ª tappa Giro d'Italia (Bardonecchia > Bardonecchia)
8ª tappa Grande Boucle (Tarbes > Tourmalet)
10ª tappa Grande Boucle (Jussac > Ydes)
Trofeo Città di Schio
- 2001

3ª tappa Tour de l'Aude (Rieux-Minervois > Rieux-Minervois)
4ª tappa Trophée d'Or
5ª tappa Trophée d'Or
Classifica generale Trophée d'Or
- 2002

8ª tappa Tour de l'Aude (Quillan > Quillan)
2ª tappa, 2ª semitappa Emakumeen Bira (Elorrio > Elorrio, cronometro)
Classifica generale Emakumeen Bira
Campionati lituani, prova a cronometro
7ª tappa Grande Boucle (Aix-les-Bains > Courchevel)
- 2003

Campionati lituani, prova in linea
1ª tappa Tour de l'Ardèche
4ª tappa Tour de l'Ardèche
Classifica generale Tour de l'Ardèche
2ª tappa Giro della Toscana-Memorial Fanini (Pontedera > Volterra)
- 2004

2ª tappa Giro d'Italia (Montereale Valcellina > Monfalcone)
4ª tappa Trophée d'Or (Orval > Saint-Amand-Montrond, cronometro)
Classifica generale Trophée d'Or
Grand Prix de Plouay
3ª tappa Giro della Toscana-Memorial Fanini (Volterra > Volterra)
- 2005

Berner Rundfahrt
4ª tappa Giro del Trentino-Alto Adige/Südtirol (Lavis > Ruffré-Mendola)
6ª tappa Thüringen Rundfahrt (Schmölln > Zeulenroda)
Prologo Tour de l'Ardèche (cronometro)
Classifica generale Tour de l'Ardèche
Prologo Vuelta a El Salvador (cronometro)
1ª tappa Vuelta a El Salvador
2ª tappa Vuelta a El Salvador
Classifica generale Vuelta a El Salvador
- 2006

Campionati lituani, prova a cronometro
10ª tappa Giro d'Italia (Erba > Erba, cronometro)
Classifica generale Giro d'Italia
1ª tappa Tour de l'Ardèche
2ª tappa Tour de l'Ardèche
6ª tappa Tour de l'Ardèche
Classifica generale Tour de l'Ardèche
- 2007

Berner Rundfahrt
Durango-Durango Emakumeen Saria
1ª tappa Giro del Trentino-Alto Adige/Südtirol (Dro > Drena)
2ª tappa Giro del Trentino-Alto Adige/Südtirol (Roveré della Luna > Faedo Pineta)
Classifica generale Giro del Trentino-Alto Adige/Südtirol
Campionati lituani, prova a cronometro
Prologo Giro d'Italia (Crocetta del Montello > Crocetta del Montello, cronometro)
3ª tappa Giro d'Italia (Buti > Prato a Calci, cronometro)
Classifica generale Giro d'Italia
- 2009

1ª tappa Giro d'Italia (San Piero a Sieve > Pratolino)
- 2010

2ª tappa Thüringen Rundfahrt (Gera > Gera)

### Altri successi
- 1994

Classifica giovani Giro d'Italia
- 1997

Classifica giovani Giro d'Italia
- 2006

Classifica GPM Giro d'Italia
- 2004

Classifica scalatrici Giro del Trentino-Alto Adige/Südtirol
- 2006

Classifica GPM Giro d'Italia

## Piazzamenti

### Competizioni mondiali
- Campionati del mondo

Oslo 1993 - In linea: 51ª
Agrigento 1994 - Cronometro: 12ª
Agrigento 1994 - In linea: 43ª
Duitama 1995 - In linea: 3ª
Lugano 1996 - In linea: 8ª
Valkenburg 1998 - Cronometro: 25ª
Valkenburg 1998 - In linea: 15ª
Verona 1999 - Cronometro: 3ª
Verona 1999 - In linea: vincitrice
Plouay 2000 - In linea: 12ª
Lisbona 2001 - In linea: 2ª
Zolder 2002 - Cronometro: 18ª
Zolder 2002 - In linea: 26ª
Hamilton 2003 - Cronometro: 10ª
Hamilton 2003 - In linea: 4ª
Verona 2004 - Cronometro: 5ª
Verona 2004 - In linea: 10ª
Madrid 2005 - Cronometro: 10ª
Madrid 2005 - In linea: 16ª
Salisburgo 2006 - Cronometro: 23ª
Salisburgo 2006 - In linea: 31ª
Stoccarda 2007 - Cronometro: 22ª
Stoccarda 2007 - In linea: 60ª
Varese 2008 - In linea: 18ª
Mendrisio 2009 - In linea: 13ª
Melbourne-Geelong 2010 - In linea: 33ª
- Giochi olimpici

Sydney 2000 - In linea: 25ª
Sydney 2000 - Cronometro: 10ª
Atene 2004 - In linea: 9ª
Atene 2004 - Cronometro: 10ª
Pechino 2008 - In linea: 9ª
Pechino 2008 - Cronometro: 23ª

## Onorificenze

### Riconoscimenti
- Atleta dell'anno della Città di Panevezys nel 1999
- Atleta Lituana dell'anno nel 1999
- Premio Sport e Solidarietà dell'Associazione Volontari Italiani del Sangue nel 2001
- Fiorino d'Argento della Regione Toscana nel 2006
- Pegaso per lo Sport della Regione Toscana nel 2006
- Ambasciatrice Sportiva Lituana nel Mondo “Tapatybe” nel 2007